# 安岡澄人
安岡 澄人（やすおか すみと、1965年〈昭和40年〉2月24日 - ）は、日本の農林水産技官。

## 来歴
大阪府大阪市出身。大阪府立市岡高等学校を経て、1988年（昭和63年）3月、京都大学農学部農芸化学科を卒業。その後、国家公務員試験I種・農芸化学に合格し、1990年（平成2年）4月、農林水産省に入省。入省後、環境保全型農業の推進、農畜産物の放射性物質対策、スマート農業等の技術政策などに携わり、農林水産省大臣官房政策課研究調整官、生産局総務課生産推進室長、農林水産技術会議事務局研究調整官、消費・安全局農産安全管理課長、農林水産省大臣官房生産振興審議官などを歴任した。
2023年（令和5年）7月4日、消費・安全局長に就任。2025年（令和7年）7月1日、農林水産省を退職。